# ジブチ海軍艦艇一覧
ジブチ海軍艦艇一覧は、ジブチ共和国軍（2002年までジブチ海軍は独立した軍としては編成されていなかった）及び分離したジブチ海軍が過去保有した、または現在保有する、または将来保有する予定の、未完成・計画中止を含めた歴代艦艇一覧である。

## 現有勢力（2024年現在）
- 国防予算：不詳[1]
- 海軍人員：200名[1]
- 艦船隻数：9隻（排水量20t以上）[1]

哨戒艇×6
輸送艦×1
輸送艇×2

## 艦艇一覧（近代海軍）

### 哨戒艦艇
- スワリ級沿岸警備艇(35トン型) -  6 艇
- メタルシャーク級哨戒艇(28トン型) -  2 艇
- 200型（旧・イタリア沿岸警備隊「CP 230」および「CP 242」） - 2 艇。 イタリアが供与
- 「CP 572」型 -  2 艇。イタリアが供与。
- 哨戒艇（旧・アメリカ沿岸警備隊44フィート型機動救命艇） - 4 艇。 アメリカが供与。
- 20メートル型巡視艇 - 2 艇。日本が寄贈
  - P-05「コーアンガー」
  - P-06「ダマジョ」